# Островська Людмила Іванівна
Людмила Іванівна Островська (нар. 14 вересня 1955, с. Медведівка, Україна) — українська журналістка, редактор радіопрограм. Член НСЖУ (1987). Заслужений журналіст України (2009).

## Життєпис
Людмила Іванівна Островська народилася 14 вересня 1955 року в селі Медведівці Чигиринського району Черкаської області, Україна.
Закінчила факультет журналістики Львівського університету (1978).
Працювала кореспондентом районної газети «Зоря комунізму» (Черкаська область), в Черкаському НДІ хімічної промисловості сценаристом слайдів і діафільмів (1979–1984), лаборантом Тернопільського державного педагогічного інституту (1985, нині ТНПУ), позаштатним кореспондентом газети «Вільне життя».
Від 1987 — в Тернопільській обласній державній телерадіокомпанії: редактор, ведуча програм, від 2005 — головний редактор обласного радіо. Від квітня 2017 — кореспондентка газети «Сільський господар плюс». Від березня 2022 — спеціальна кореспондентка газети «Сільський господар плюс» у країнах Європи.
Ініціаторка створення програм «Акорд», «Випробування», «Десять по восьмій», «Зустрічі зблизька», «Поміркуємо разом», «Стосунки» та інших, що перемагали на всеукраїнських конкурсах.

## Відзнаки
- Тернопільська обласна премія імені Володимира Здоровеги (2011)[5]
- Журналістка десятиріччя (1999–2009) в Україні.
- Лауреат конкурсу «Людина року» (2006, Тернопільщина).
- Почесний знак НСЖУ (2006).
- Галузеві нагороди.